# پزشک (فیلم ۲۰۱۳)
پزشک یا حکیم (به آلمانی: Der Medicus) (به انگلیسی: The Physician) فیلمی ماجراجویی تاریخی محصول کشور آلمان است که بر اساس رمانی به همین نام اثر نوآ گوردون نویسندهٔ آمریکایی ساخته شده است. کتاب در سال ۱۹۸۶ منتشر شد اما در آمریکا استقبال گرمی از آن نشد ولی بیش از ۲۱ میلیون نسخه از آن در سراسر دنیا به فروش رسید. فیلم پزشک به کارگردانی فیلیپ اشتولتسل و نویسندگی جان برگر بر اساس این رمان ساخته شده است و بن کینگزلی به ایفای نقش ابن سینا در آن ظاهر می‌شود.

## داستان
در غرب دوران قرون وسطا پزشکی و علوم تجربی روبه زوال فراموشی بود؛ جامعه آن روز اروپا غرق در فلاکت خرافات توسط کلیسا به سر می‌برد. در همان زمان در ایران دانش و هنر در هر زمینه ای در حال شکوفایی بود و دانشجوهای بسیاری برای کسب علم دانش به مشرق زمین سفر می‌کردند. داستان دربارهٔ فردی اهل انگلستان است به نام راب کول که می‌خواهد برای رسیدن به رویایش و آموختن علم طب به شاگردی فرزانه‌ای بزرگ ابن سینا به اصفهان سفر کند.

## بازیگران
- بن کینگزلی در نقش ابوعلی سینا[۱]
- تام پین در نقش اصلی روب کوله، دانشجوی مسیحی که خود را یهودی معرفی می‌کند[۳]
- اما ریگبی در نقش ربکا دختری که عاشق دانشجو یهودی می‌شود[۳]
- استلان اسکارشگورد در نقش بادر اولین استاد راب کول[۱]
- الیویه مارتینز در نقش شاه علاءالدوله حاکم اصفهان[۱]
- الیاس مبارک در نقش کریم[۳]

## تولید
در اوت ۲۰۱۲ فیلم‌برداری فیلم در شهر کلن پس از حدود یک ماه پایان یافت. فیلم‌برداری صحنه‌های بیرونیِ فیلم در مراکش تا پایان سپتامبر ۲۰۱۲ طول کشید، و در نهایت فیلم در دسامبر سال ۲۰۱۳ به روی پردهٔ سینما رفت. کارگردان فیلم خلاصه‌سازی رمان پزشک و بازسازی بناها و فضاهای تاریخی اصفهان در قرن یازدهم میلادی را دشواری‌های ساخت عنوان کرد. فیلم یک نسخهٔ سینمایی داشت که نسخهٔ بلندتر آن در دو قسمت در تلویزیون شبکهٔ یک آلمان آ.ار.د که یکی از تهیه‌کنندگان این فیلم نیز بود، نمایش داده شد.

## نقد بر داستان
این فیلم پیام‌هایی را می‌رساند که قابل چندین برداشت از نظرات مخاطب دربارهٔ این دانشمند ایرانی و رویدادها پیرامون آن است. تصویری که یا یکی از بزرگ‌ترین مراجع پزشکان جهان را در حد دستیار یک کارآموز پزشکی پایین آورده و در حاشیه یک چهره خیالی قرار داده است یا فروتنی عرفانی و فلسفی او را نسبت به یادگیری دانش حتی که از دانش آموز خودش باشد را نشان می‌دهد.
ابن‌سینا در دوران سلسله سامانیان و غزنویان و دیلمیان می‌زیسته و سلجوقان تازه درحال به دست گرفتن امور بودند و در فیلم سعی بر تسخیر اصفهان و تثبیت قدرت خود هستند که شاید به درستی نشان نمی‌دهد زمان تاریخی به چه موقعی می‌باشد اما می‌توان گفت حدود زمانی آن درست است.
بعضی نظرات دربارهٔ فیلم به این بیان است که فرهنگ اسلام، اعراب و ایرانی به خاطره صحنه‌های جنگی و خشونت فیلم آن فرهنگ‌ها خشن و وحشی جلوه‌گر شده‌اند اما نباید نسبت به اوایل فیلم هم بی‌توجه ماند که اروپا در وحشیگری و خرافه پرستی کلیسا غوطه‌ور شده که همین هم باعث می‌شود کاراکتر راب کول برای تغییر همچنین وضعیتی به مشرق بیاید و دانش و علومی که در آنجا در هر زمینه ای شکوفا شده را برای خود بخواهد.
بنابر این، اینطور می‌شود نتیجه گرفت که این فیلم مانند فیلم قلمرو بهشت در جانب‌گیری بین تمدن‌ها و تعرض بین آنها بی‌طرف مانده و فقط در پرداختن بین روایت‌های داستانی اشتباهات داشته که هم زیاد و هم در حد کم بود، به عنوان مثال چگونگی مرگ ابن سینا که یکی از نقاط مهم تاریخی فیلم هست که باید برحسب منابع موجود در تاریخ برداشت می‌شد اما به‌طور آزادانه کارگردان و نویسنده فیلم تصمیم گرفته‌اند آن را بر اساس رمان گوردون درآورده، که این یه اشتباه بزرگ در فیلم بوده و آیا می‌شود گفت منطقی است که حالا ساخت فیلم از اثر او الهام گرفته شده، اما باید همه‌جانبه به آن وفادار بماند که این کاملاً وجه تاریخی فیلم و شخصیت ابن سینا را به عنوان یک فیلم بین‌المللی و شخصیت تاریخی و جهانی خراب می‌کند.